# Fritz Hoffmann-La Roche
Fritz Hoffmann-La Roche (24. října 1868, Basilej – 18. dubna 1920, tamtéž) byl švýcarský podnikatel, zakladatel farmaceutické společnosti Hoffmann-La Roche.

## Raný život a původ
Narodil se jako třetí dítě Friedricha Hoffmanna a Anny Elisabeth Merian. Rodiny obou jeho rodičů pocházely ze známých basilejských rodin. Měl jednoho staršího bratra (zemřel již ve třech letech), dva mladší bratry a jednu starší sestru.
Jeho matka pocházela ze zámožného rodu Merianů. Fritzův pradědeček (Johann Jakob Merian) byl zakladatelem obchodní firmy Frères Merian (existovala v letech 1788 až 1831). V dobách největší slávy byla firma Frères Merian jednou z největších ve Švýcarsku, významně ale působila také v celé Evropě. Její vývoj probíhal hlavně v období Ancien régime. Společnost byla zaměřena především na investice a různé spekulativní obchody, což v té době nebylo úplně běžné.
Rodina jeho otce úspěšně podnikala již od roku 1669 v oblasti průmyslu, přičemž později vynikala především v oblasti výzkumu dehtových barviv. Mezi basilejskou smetánku vynesl otcovu část rodiny především úspěšný tkadlec Emanuel Hoffmann-Müller pocházející z Holandska. Emanuel Hoffmann-Müller působil v Basileji asi dvě století před Fritzovým narozením.

## Začátky kariéry
Stejně jako jeho předci se vydal na obchodnickou dráhu. Nejprve absolvoval učení v bankovním domě ve městě Yverdon, ležícím v Romandii (ukončeno roku 1886). Druhá část jeho studií probíhala v menší prodejně drogistického a smíšeného zboží Bohny, Hollinger & Co.
Po ukončení vzdělávání pracoval u jedné londýnské chemické firmy. Roku 1892 našel místo v koloniálu v Hamburku a zde tentýž rok prožil epidemii cholery.
Po konci epidemie odcestoval zpátky do Basileje a zde se stal roku 1893 obchodním partnerem drogerie Bohny, Hollinger & Co., kde již v minulosti pracoval. Zde vedl přičleněnou chemickou laboratoř. Brzy ovšem přišly rozmíšky s majitelem a aby se vyhnul propuštění, tak spolu s tehdejším spolupracovníkem Maxem Carlem Traubem koupil laboratoř, kde pracoval. Plán mohl realizovat díky pomoci svého otce, jenž chtěl synovi umožnit dobrý start podnikání a věnoval mu finanční obnos asi 200 000 švýcarských franků. V roce 1894 společně s Traubem, lékárníkem původem z Mnichova, založili firmu Hoffmann, Traub & Co.
Firma se poměrně záhy dostala do potíží. Velké množství produktů nové společnosti nešlo na odbyt podle představ zakladatelů. Přepracovaný Traub naléhal na Hoffmanna, aby se mohl ze spolupodílnictví vyvázat a ze společného podniku odejít. Po schválení návrhu Hoffmannem se firma již 1. října 1896 přejmenovává na F. Hoffmann-La Roche & Co.

## Vzestup Hoffmann-La Roche
Roku 1896 zaměstnal Hoffmann chemika Emila Christopha Barella, jenž se později stal jeho nástupcem ve vedení společnosti a který v ní až do roku 1952 zastával několik pozic, včetně prezidenta správní rady.
Barell je dnes považován za jednu z klíčových postav firmy a také za spolutvůrce jejího mimořádného úspěchu.
V roce 1898 firma Hoffmann-La Roche vytvořila a intenzivně propagovala sirup proti kašli s názvem Sirolin. I přes jeho, mnohými kritizovanou, účinnost zaznamenal tento lék velký komerční úspěch a Fritz Hoffmann-La Roche se dostal z finančních problémů a naopak získal další prostředky pro expanzi firmy.
Příčinou úspěchu Sirolinu byl, mimo jiného, také Hoffmannův nevšední talent pro marketing a propagaci. Hoffmann předběhl dobu tím, že myslel na všechny aspekty marketingu (např. balení jednotlivých preparátů nebo podpora lékárníků). Budoval si rozsáhlou síť mezinárodních kontaktů, které využíval k podpoře prodeje, koupi materiálů pro výrobu léků nebo pro podporu svého výzkumu.
Díky penězům získaným z prodejů Sirolinu mohl Hoffmann spolu s Barellem a novým obchodním partnerem Carlem Meerweinem zahájit proces rozšiřování a internacionalizace společnosti. K tomu jí pomohly i další nové léky jako prostředek na srdeční problémy Digalen nebo preparát proti bolesti Pantopon. Firma Hoffmann-La Roche se postupně stávala známou po celém světě.
Do začátku první světové války založil Hoffmann pobočky své firmy v Německu (pod Barellovým vedením), Paříži, New Yorku, Vídni, Londýně, Sankt-Petěrburgu a Jokohamě.

## Firemní problémy a konec života
Rozvoj společnosti netrval věčně. V důsledku vypuknutí první světové války se znovu dostala do finančních problémů. Ve Francii byla mylně považována za německou firmu a její produkty byly bojkotovány. Ve Velké Británii se zase šířily fámy, že společnost vyrábí jedovatý plyn pro německou armádu. Ani v Německu se firmě nedařilo. Už v roce 1915 jí byl ze strany německých úřadů uzavřen nejdůležitější závod v Grenzachu s lživým odůvodněním obrany před nezákonným vyvážením produktů Hoffmann La-Roche přes hranice do Francie. Ředitel tohoto závodu byl dokonce na čas zatčen. Po válce se dostal podnik, kvůli hyperinflaci v Německu, do ještě děsivější ztráty.
Další velkou ránou pro ní bylo i vypuknutí Říjnové revoluce v Rusku. V důsledku odpadnutí celého velkého ruského trhu se ukazovalo, že jedinou alternativou je vstup nového kapitálu do firmy. S pomocí Basilejské obchodní banky, v té době vedené Hoffmannovým švagrem Rudolfem Albertem Koechlinem, byla provedena transformace na akciovou společnost. a ozdravení firmy. Po sanaci společnosti v ní ztratil Hoffmann rozhodující vliv a udržel si pouze minoritní podíl. V důsledku velkého vyčerpání a rychle se zhoršujícího zdraví (v důsledku vážného onemocnění ledvin) se Hoffmann stáhl do ústraní do kantonu Ticino v jižním Švýcarsku.
Hoffmann byl sužován velkými bolestmi a jeho stav se rychle zhoršoval. V březnu roku 1920 se na smrt nemocný navrátil zpátky do Basileje. Zde 18. dubna 1920 ve věku nedožitých 52 let zemřel. Nedožil se toho, jak se z jeho firmy stala jedna z největších farmaceutických korporací na světě. V čele společnosti Hoffmann La-Roche ho nahradil jeho dlouholetý spolupracovník Emil Barell.

## Rodina
Fritz Hoffmann byl dvakrát ženatý. Jeho první manželkou byla Adèle La Roche, kvůli které si dokonce změnil příjmení. Svatba proběhla v roce 1895, rozvod roku 1919. Společně měli dva syny, Emanuela a Alfreda. Rozpad manželství těsně před Hoffmannovou smrtí zapříčinil především dlouholetý milenecký vztah Hoffmana s jeho milenkou a následně druhou manželkou Elisabeth von der Mühll.
Jeho syn Emanuel pracoval v otcem založené firmě, velmi se zajímal také o umění. Je po něm pojmenována nadace Emanuel Hoffmann-Stiftung založená jeho manželkou Majou Hoffmann-Stehlin (později Majou Sacher podle druhého manžela Paula).
Jeho druhý syn, Alfred, proslul jako velký fanoušek automobilových závodů. Mezi lety 1926 a 1932 byl také sponzorem známého automobilového závodníka Louise Chirona (od něj vzniklo v Česku rozšířené úsloví „Jezdí jako širón“). Chiron v jeho týmu skončil po provalení nevěry s jeho manželkou Alicí Hoffman-Trobeck.
V dnešní době je firma Hoffmann La-Roche z velké části ovládána potomky Fritze Hoffmanna, kteří založili společný fond. Tento fond má pomoci v jednotném rozhodování rodiny a dlouhou dobu jeho členové vlastnili majoritní podíl hlasovacích práv v korporaci (50,01%). Po tom co v roce 2011 vystoupila ze společného fondu Maja Oeri, ztratilo rodinné seskupení většinu hlasovacích práv a nadále ovládá již jen 45,01 procent společnosti. Druhým největším akcionářem firmy je společnost Novartis držící 33,33 % akcií. Basilejská farmaceutická firma se dokonce pokusil o neúspěšné převzetí většiny v Hoffmann La-Roche a je pro korporaci jedním z největších konkurentů (v roce 2014 byl Novartis největší farmaceutickou firmou na světě a Roche bylo na třetí příčce).